# Hemiceras elphega
Hemiceras elphega är en fjärilsart som beskrevs av William Schaus 1928. Hemiceras elphega ingår i släktet Hemiceras och familjen tandspinnare. Inga underarter finns listade i Catalogue of Life.